# Fossombroniales
Fossombroniales é uma ordem de hepáticas da classe Jungermanniopsida.

## Taxonomia
A ordem Fossombroniales agrupa as seguintes famílias e géneros:
- Calyculariineae He-Nygrén et al. 2006
  - Calyculariaceae He-Nygrén et al. 2006
    - Calycularia Mitten 1861
- Makinoineae Nakai 1943
  - Makinoaceae He-Nygrén et al. 2006
    - Makinoa Miyake 1899
- Fossombroniineae Schuster ex Stotler & Crandall-Stotler 2000
  - Allisoniaceae Schljakov 1975
    - Allisonia Herzog 1941

  - Fossombroniaceae Hazsl. nom. cons. 1885
    - Fossombronia Raddi 1818 [Maurocenius Gray 1821; Maurocenia Leman 1823 non Miller 1754 non Linnaeus 1737; Austrofossombronia Schuster 1994; Codonia Dumortier 1822 non Dumortier 1874 non Cookson & Eisenack 1960 non Huebner 1823]

  - Petalophyllaceae Stotler & Crandall-Stotler 2002
    - Sewardiella Kashyap 1915 non Fucini 1936
    - Petalophyllum Nees & Gottsche ex Lehmann 1844 [Codonia Dumortier 1874 non Dumortier 1822 non Cookson & Eisenack 1960 non Huebner 1823]